# Jakob Veltmann
Jakob Veltmann (* unbekannt; † 29. März 1620 in Liesborn) war von 1610 bis 1620 Abt des Benediktinerklosters Liesborn.

## Leben
Über sein Leben vor seiner Zeit in Liesborn ist nichts bekannt. Bevor er am 12. Juni 1610 einstimmig zum Abt der Abtei Liesborn gewählt wurde, hatte er das Amt des Kornschreibers inne. Seine Zeit als Abt war vom Dreißigjährigen sowie Achtzigjährigen Krieg geprägt. Er konnte das Kloster nicht aus der schlechten wirtschaftlichen Lage befreien, die seinerzeit herrschte.